# Терновская (шахта, Терновка)
Ша́хта «Терно́вская» (укр. шахта «Тернівська») — одна из двух шахт, входящая в состав производственно-структурного подразделения «Шахтоуправление Терновское» ЧАО «ДТЭК Павлоградуголь». Угледобывающее предприятие в городе Терновка Днепропетровской области (Украина).

## История
Шахта «Терновская» была пущена в эксплуатацию в августе 1964 года. Здесь проходили трудовую школу многие бывшие и нынешние руководители аппарата «Павлоградугля».
В 1990 году количество работающих составляло 2604 человек (из них 1563 — под землёй), фактическая добыча угля — 2996 тонн в сутки.
После провозглашения независимости Украины шахта перешла в ведение министерства угольной промышленности Украины.
В марте 1995 года Верховная Рада Украины внесла шахту в перечень предприятий, приватизация которых запрещена в связи с их общегосударственным значением.
В 1990 году количество работающих составляло 2940 человек (из них 1673 — под землёй), фактическая добыча угля — 1794 тонн в сутки.
Максимальная глубина работ 265 м (1990—1999). Протяжённость подземных выработок 96,5/85,1 км (1990—1999).
В 2003 году было добыто 621 тысяч тонн угля.
Шахта отрабатывает пласты угля с8, с6, с5, с4 мощностью 0,78—1,6 метров; угол залегания 0—3 градуса. Пласты опасны по взрыву угольной пыли. Количество действующих очистных забоев — 5/4, подготовительных забоев — 11/8 (1990—1999). В очистных забоях используются механизированные комплексы КД-80, в подготовительных — комбайны ГПКС и другие.
Шахта наращивает добычу угля. С 2001 по 2010 год на шахте планируется вскрыть и подготовить пласты блока № 2, вскрыть и подготовить пласт с8н западного крыла блока.

## Адрес
51500, Украина, Днепропетровская область, г. Терновка, ул. Харьковская, 1.